# Olaf Engelhardt
Olaf Engelhardt (* 2. März 1951 in Berlin) ist ein ehemaliger deutscher Segelsportler, der für die Deutsche Demokratische Republik antrat.

## Sportliche Laufbahn
1973 formierte sich beim SC Berlin-Grünau eine neue Crew in der Soling-Klasse. Dieter Below und Michael Zachries waren zuvor in der Drachenklasse angetreten, der 1,88 m große Olaf Engelhardt stieß neu dazu. Bei den Europameisterschaften 1973 siegten Below, Zachries und Engelhardt vor einem österreichischen Boot und dem zweiten DDR-Boot mit Roland Schwarz, Lothar Köpsel und Werner Christoph. Im Jahr darauf gewann bei den Europameisterschaften 1974 die bundesdeutsche Crew von Willi Kuhweide vor den Booten von Roland Schwarz und von Dieter Below. 1976 siegten Below, Zachries und Engelhardt bei den Europameisterschaften vor der dänischen Mannschaft mit Valdemar Bandolowski, Erik Hansen und Poul Høj Jensen. Bei der olympischen Regatta 1976 gewannen die Dänen vor den Weltmeisterschaftsdritten von 1975 aus den USA, dahinter erhielten Below, Zachries und Engelhardt die olympische Bronzemedaille. 1978 gewann Belows Crew noch einmal Bronze bei den Europameisterschaften, dann wechselte Engelhardt ins Starboot. Zusammen mit Wolf-Eberhard Richter belegte er den achten Platz bei den Olympischen Spielen 1980 vor Tallinn, wobei in der vierten Wettfahrt Bernd Jäkel für Engelhardt einsprang.
Engelhardt war als Betriebsschlosser im Kabelwerk Oberspree beschäftigt.